# Calvin Quek
Jun Jie Calvin Quek (* 26. Februar 1996) ist ein singapurischer Hürdenläufer, der sich auf die 400-Meter-Distanz spezialisiert hat und aktuell Inhaber des Landesrekordes ist.

## Sportliche Laufbahn
Erste internationale Erfahrungen sammelte Calvin Quek im Jahr 2013, als er bei den Jugendweltmeisterschaften in Donezk mit 62,84 s in der ersten Runde über 400 m Hürden belegte. 2022 startete er bei den Südostasienspielen in Hanoi und gewann dort mit neuem Landesrekord von 51,19 s die Bronzemedaille hinter dem Philippiner Eric Cray und Quách Công Lịch aus Vietnam. Zudem gewann er auch mit der singapurischen 4-mal-400-Meter-Staffel in 3:11,09 min die Bronzemedaille hinter den Teams aus Thailand und Vietnam. Rückwirkend rückte die Mannschaft aufgrund der Disqualifikation Vietnams auf den Silberrang vor. Im August kam er bei den Commonwealth Games in Birmingham mit 52,40 s nicht über die Vorrunde im Hürdenlauf hinaus und verpasste auch mit der Staffel mit 3:15,01 min den Finaleinzug. Im Jahr darauf gewann er bei den Südostasienspielen in Phnom Penh in 50,75 s die Bronzemedaille hinter Eric Cray von den Philippinen und dem Thailänder Natthaphon Dansungnoen. Anschließend gelangte er bei den Asienmeisterschaften in Bangkok mit 39,32 s auf Rang sieben mit der 4-mal-100-Meter-Staffel und schied im Hürdenlauf mit 51,82 s im Halbfinale aus. Zudem verpasste er mit der 4-mal-400-Meter-Staffel mit 3:11,65 min den Finaleinzug. Im August kam er bei den World University Games in Chengdu im Halbfinale über 400 Meter nicht ins Ziel und schied über 400 m Hürden mit 51,77 s ebenfalls im Semifinale aus. Kurz darauf schied er bei den Weltmeisterschaften in Budapest mit 50,53 s in der ersten Runde über 400 m Hürden aus und im Oktober verpasste er bei den Asienspielen in Hangzhou mit 51,26 s den Finaleinzug. Zudem belegte er mit der 4-mal-100-Meter-Staffel in 39,38 s den siebten Platz und schied mit der 4-mal-400-Meter-Staffel mit 3:13,22 min im Vorlauf aus.
2025 belegte er bei den Asienmeisterschaften in Gumi in 50,94 s den achten Platz über 400 m Hürden.
In den Jahren 2022, 2024 und 2025 wurde Quek singapurischer Meister im 400-Meter-Hürdenlauf sowie 2025 auch in der 4-mal-400-Meter-Staffel. 

## Persönliche Bestleistungen
- 400 Meter: 47,40 s, 30. März 2023 in Brisbane
- 400 m Hürden: 50,43 s, 2. August 2023 in Chengdu (singapurischer Rekord)